# Unerhört – Die Geschichte der deutschen Frauenbewegung von 1830 bis heute

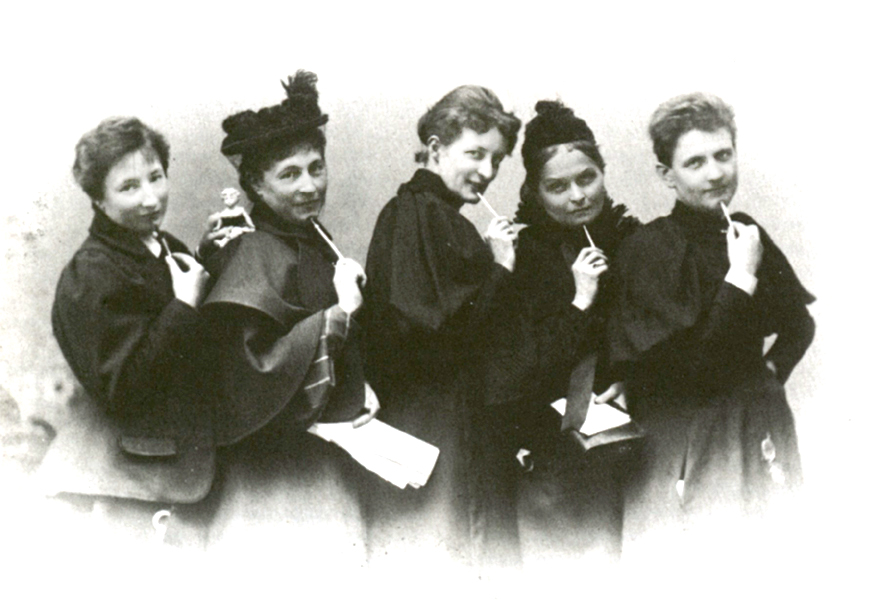
Diese Aufnahme von Anita Augspurg, Marie Stritt, Lily von Gizycki, Minna Cauer und Sophia Goudstikker von 1896 wurde im Rahmen der Pressearbeit zur Reihe von der ARD zur Verfügung gestellt und bebilderte etliche der Presseartikel. Später wurde sie als Titelbild der Buchveröffentlichung Unerhört verwendet.

Unerhört – Die Geschichte der deutschen Frauenbewegung von 1830 bis heute war eine 12-teilige Fernsehserie, die von April bis Juni 1987 in den Dritten Programmen der ARD ausgestrahlt wurde. Für die chronologisch gegliederte Sendereihe waren vier Redakteurinnen – Barbara Schönfeldt (NDR), Inge von Bönninghausen (WDR), Gudrun Güntheroth und Beate Veldtrup (HR) – verantwortlich. Wegen der Komplexität der senderübergreifenden Zusammenarbeit und der „Hinhaltetaktik“ der Vorgesetzten der Redakteurinnen hatte die Reihe eine ungewöhnlich lange Vorbereitungszeit von vier Jahren. Neun Regisseurinnen machten die einzelnen Filmbeiträge: Claudia von Alemann, Christina von Braun, Margit Eschenbach, Ann Schäfer, Ulle Schröder, Vikki Schaefer, Sabine Zurmühl, Ula Stöckl und Ingrid Oppermann.
Die Reihe hatte eine ungewöhnlich starke Resonanz. Während die Presse zwar die Wichtigkeit der Reihe hervorhob, das Ergebnis aber eher kritisierte, waren die Zuschauerinnen begeistert. Weil es sich um die erste Fernsehserie zur Frauengeschichte im deutschsprachigen Fernsehen handelte, galt die Reihe schon früh als „Ausnahmefall der Fernsehgeschichte“.

## Produktion
1977 trafen sich zum ersten Mal autonome Frauengruppen aus den öffentlich-rechtlichen Rundfunkanstalten. Dabei waren alle Berufe aus Hörfunk und Fernsehen vertreten. Die Frauen diskutierten über Arbeitsbedingungen, die Unterrepräsentanz von Frauen und Diskriminierung sowie über die frauenfreien Programme in ihren Sendern. Daraus entwickelte sich das jährliche Herbsttreffen der Frauen in den Medien. Wenig später entstand der Verband der Filmarbeiterinnen. 1980 startete die WDR-Sendung „Frauen-Studien“, die von Inge von Bönninghausen verantwortet wurde. 1984 folgte die Sendung „Frauen-Fragen“.
Mit der Gleichschaltung der Frauenorganisationen in der Zeit des Nationalsozialismus war die Überlieferungstradition zur ersten deutschen Frauenbewegung abgebrochen worden. In den 1970er und 1980er Jahren war deren Geschichte kaum mehr bekannt. Sie wurde erst mit der neuen Frauenbewegung wiederentdeckt und aufgearbeitet. Der NDR-Redakteurin Barbara Schönfeldt fiel beim Lesen von Texten der Frauenbewegung aus dem 19. Jahrhundert die inhaltliche Übereinstimmung mit aktuellen Themen auf. Sie versuchte ab 1982 zunächst, NDR-intern eine Reihe zur Geschichte der Frauenbewegung zu organisieren, was sich aus finanziellen Gründen nicht realisieren ließ. Daraufhin nahm sie mit den Redakteurinnen der anderen Sender Kontakt auf, die sie von den Herbsttreffen der Medienfrauen her kannte. Wie Bönninghausen später erzählte, kannten sie sich, weil die Zahl der Medienfrauen überschaubar war und weil man sich lebhaft für die Arbeit der anderen Frauen interessierte. Zudem gab es Netzwerke zwischen den Redakteurinnen und Frauenhistorikerinnen, z. B. zwischen Schönfeldt und Karin Hausen, die sich durch die Sommeruniversitäten für Frauen in Berlin entwickelt hatten.
1984 organisierte Schönfeldt vom NDR aus ein 2½-tägiges Treffen mit den anderen drei Redakteurinnen und vielen Filmemacherinnen und Historikerinnen. Danach bemühten sich die vier Redakteurinnen um die gemeinsame Produktion einer Fernsehreihe unter Federführung des NDR. Schönfeldt erzählte später, dass es ihnen darum ging, zu zeigen, dass Frauen immer wieder bewusst unterdrückt oder verschwiegen worden seien. Frauen hätten darum gekämpft zu zeigen, dass sie Menschen sind. Die Kooperation war finanziell motiviert, diente aber auch der Stärkung, da das Thema in den Sendern nur schwer durchsetzbar war. Schönfeldt betonte in einem Interview: „Wir waren uns aber selbstverständlich schnell darüber klar, daß wir wie eine Frauenmauer stehen müssen, wenn wir das in drei Sendern entwickeln wollen.“ Wegen der Kooperation dauerte es aber bis 1987, bis die Reihe ausgestrahlt werden konnte. Die Hinhaltetechnik der vorgesetzten Stellen in den Sendern verzögerte das Unternehmen immer wieder. Prinzipiell waren die Vorgesetzten zwar mit der Reihe einverstanden, es gab aber immer wieder neue Einwände. Die Produktion der Reihe war ein für damalige Verhältnisse teures Unternehmen, der Etat lag bei etwas über einer Million Mark.
Die Redakteurinnen wählten Regisseurinnen und Autorinnen aus, die ihnen entweder persönlich oder durch ihre Filme bekannt waren. Claudia von Alemann und Christina von Braun hatten zum Beispiel bereits Filme über historische Frauenfragen gedreht, Sabine Zurmühl war als Herausgeberin der feministischen Zeitschrift Courage und als Dokumentarfilmerin in Erscheinung getreten.

## Konzept
Die Redakteurinnen wollten etwas gegen die damalige „Geschichtslosigkeit“ der Frauen machen. Darauf spielte auch der doppeldeutige Titel der Reihe an: eine unerhörte (unbekannte) Geschichte und unerhört, dass sie noch nicht erzählt (gehört) worden war. Die Historikerinnen Ute Gerhard und Herrad-Ulrike Bussemer entwickelten das historisch-chronologische Konzept, das auf der gemeinsamen Vorarbeit mit den Filmemacherinnen und verantwortlichen Redakteurinnen aufbaute. Allerdings zeigte sich Ute Gerhard später von der Serie enttäuscht. Die Materialsammlung für den Film war schwierig und, wie die beiden Historikerinnen sagten, „mühsam“. Auch die Regisseurinnen mussten in den Zeitungsarchiven nach Fotos suchen, sie mussten – so Bönninghausen später – Forschung und Umsetzung machen.
Die Reihe wurde chronologisch strukturiert, wobei jede Sendung einen Schwerpunkt hatte. Wie die Redakteurinnen angaben, hätten sie sich bewusst dafür entschieden, sich nicht an den Meilensteinen der männlich dominierten Politikgeschichte zu orientieren. Zum Beispiel hätten sie 1870/71 nicht auf die Schlachten fokussiert, sondern darauf, was das aufkommende Nationalbewusstsein für das Bild der Frau bedeutete. Die Fernsehreihe ging vom Frauenalltag aus und fokussierte auf Aspekte wie z. B. Arbeit und Lohn, Politik, Sexualität, Erziehung und Bildung, Kultur, Familie. Bönninghausen beschrieb die Reihe später als ein Experiment, bei dem erstmals das Massenmedium Fernsehen genutzt wurde, um eine „unbekannte“ Geschichte „aus dem Blickwinkel derer, die Erbinnen dieser Geschichte sind“ zu erzählen. Der Mangel an verfügbaren Bildern stellte ein Problem dar. So musste man über die Inszenierung nachdenken, Reenactment war damals noch keine etablierte Methode der filmischen Aufbereitung von Geschichte.
Dadurch, dass die einzelnen Sendungen von unterschiedlichen Filmemacherinnen gemacht wurden, wollten die Redakteurinnen die subjektiven Einstellungen zur Geschichte zeigen. Sie hofften, dass es für die Zuschauer so leichter wäre, sich mit den Filmen zu identifizieren. Als „roter Faden“ durch die einzelnen Sendungen der Reihe diente eine von der Schauspielerin Lore Stefanek dargestellte Frau von heute. Diese Idee brachten die Redakteurinnen ein, um die Filme als Reihe zu etablieren und zu verhindern, dass die Sender sich einzelne Filme herauspickten und die Reihe nicht als Ganzes sendeten. Es blieb aber den einzelnen Filmemacherinnen überlassen, wie sie die Figur nutzten. In Alemanns Filmen war Lore eine stumme Beobachterin der historischen Personen. Braun dagegen ließ sie in ihren Folgen das Geschehen deuten und weiterdenken, wogegen bei Zurmühl die Figur fragte, ob es angemessen sei, wenn die Nachgeborenen die Menschen von 1914 für ihr begeistertes Engagement im Krieg kritisierten. Bei Alemann agierte Lore in einem Raum, der an eine reale Fabrikruine erinnerte, bei Braun und Zurmühl befand sie sich in einem Loft mit Schreibtisch, Schnittplatz und Sofa.

## Teile der Sendereihe
Die einzelnen Teile der Reihe (Dauer jeweils 45 Minuten):
| Nr. | Titel                                                      | Filmemacherin                              | Produziert von | Erstausstrahlung | Beschreibung |
| --- | ---------------------------------------------------------- | ------------------------------------------ | -------------- | ---------------- | --- |
| 1   | Das nächste Jahrhundert wird uns gehören (1830–1848)       | Claudia von Alemann                        | HR             | 10.04.1987       | Der Film stellte Stationen des Lebens von vier Protagonistinnen der Frauenbewegung der Vormärzzeit vor: Kathinke Zitz, Mathilde Franziska Anneke, Louise Aston und Louise Otto-Peters. Wörtliche Zitate der vorgestellten Frauen wurden in einer Collage präsentiert. Auf eine durchgehende chronologische Spielhandlung wurde verzichtet. Stattdessen suchte die Rote-Faden-Figur Lore Fakten über die vier Frauen und über die Zeit und fokussierte dabei auf die Alltagserfahrungen der damaligen Zeit. |
| 2   | Wir wollen lieber fliegen als kriechen (1848–1860)         | Claudia von Alemann                        | HR             | 17.04.1987       | Der Film zeigte die Erfahrungen von Kathinke Zitz, Mathilde Franziska Anneke, Louise Aston und Louise Otto-Peters nach der gescheiterten Revolution von 1948. Wie im ersten Teil wurde keine chronologische Spielhandlung gezeigt. Stattdessen wurden wörtliche Zitate der Protagonistinnen zu einem Ganzen montiert. |
| 3   | Neue Bahnen (1865–1880)                                    | Christina von Braun                        | WDR            | 24.04.1987       | Der Film erzählte von der Gründung des Allgemeinen Deutschen Frauenvereins 1865 und des Lette-Vereins und wie dieser Neubeginn der Frauenbewegung schon bald von dem neuen „patriotischen“ Männlichkeits- und Weiblichkeitsideal, die sich nach der Reichsgründung manifestierten, behindert wurde. Als Protagonistinnen wurden vorgestellt: Louise Otto-Peters, Auguste Schmidt, Henriette Goldschmidt, Jenny Hirsch, Hedwig Dohm und Lina Morgenstern. |
| 4   | Der Kampf um Bildung (1880–1908)                           | Christina von Braun                        | WDR            | 01.05.1987       | Kernpunkt der Frauenbewegung im 19. Jahrhundert war der Kampf um die Bildung. Der Film zeigte die unterschiedlichen Ansätze zur Bildung innerhalb der Frauenbewegung. Die Filmemacherin montierte aus Originalzitaten Dialoge und ließ auf diese Weise die Vorkämpferinnen Wortgefechte untereinander austragen. Die gezeigten Protagonistinnen sind Helene Lange, Hedwig Dohm, Franziska Tiburtius, Hedwig Kettler, Marie Stritt. |
| 5   | Die eigensinnigen Damen (1895–1908)                        | Margit Eschenbach                          | NDR            | 08.05.1987       | Der Beitrag behandelte die heterogene Sittlichkeitsbewegung, die sich zum Teil gegen die vorherrschende Doppelmoral stellte, zum Teil Heime für „gefallene Mädchen“ einrichtete und Strafen für Prostituierte und Freier forderte. Ausschnitte aus Stummfilmen, z. B. mit Asta Nielsen, zeigten die Auswirkungen der damaligen Sittlichkeitsvorstellungen. Die gezeigten Protagonistinnen sind Minna Cauer, Lida Gustava Heymann und Helene Stöcker. |
| 6   | Den Frauen ihr Recht – Die Stimmrechtsbewegung (1850–1919) | Ann Schäfer, Ulle Schröder, Vikki Schaefer | NDR            | 15.05.1987       | Auch in der Stimmrechtsbewegung gab es unterschiedliche Strömungen. Der Film zeigte die so genannten gemäßigten und radikalen Flügel der bürgerlichen Frauen und die proletarische Bewegung. Ab der Jahrhundertwende gründeten die Aktivistinnen Stimmrechtsorganisationen, um für das Frauenstimmrecht zu kämpfen. Der Film nutzte die Tricktechnik, um die vielfältigen Informationen zu strukturieren. Wichtige Protagonistinnen waren Anita Augspurg, Lida Gustava Heymann, Minna Cauer, Lily von Gizycki (Lily Braun), Marie Stritt, Clara Zetkin, Auguste Kirchhoff, Minna Bahnson.                                                                                      |
| 7   | Wir werden uns würdig erweisen (1914–1918)                 | Sabine Zurmühl                             | WDR            | 22.05.1987       | Auch die Frauen wurden nach Ausbruch des Ersten Weltkriegs vom nationalen Überschwang erfasst. Der Bund Deutscher Frauenvereine und die Sozialdemokratinnen arbeiteten im Nationalen Frauendienst zusammen. Pazifistische Frauen dagegen versuchten sich auf internationalen Kongressen in Den Haag und Bern gegen die Kriegsbegeisterung zu stemmen. Wichtige Protagonistinnen waren Helene Lange, Alice Salomon, Anita Augspurg, Lida Gustava Heymann, Toni Sender, Gertrud Bäumer, Marie-Elisabeth Lüders. |
| 8   | Grundsätzlich gleichberechtigt (1918–1924)                 | Ula Stöckl, Ulle Schröder                  | NDR            | 29.05.1987       | Nach Kriegsende wurde das Frauenstimmrecht eingeführt. Doch nach der ersten Reichstagswahl betrug der Frauenanteil im Parlament nicht mehr als 10 %. Anhand der Diskussion zur Weimarer Verfassung zu den staatsbürgerlichen Rechten und Pflichten von Männern und Frauen zeigten die Filmemacherinnen mit vielen Zitaten die unterschiedlichen Standpunkte innerhalb der Frauenbewegung bzw. bei den Parlamentarierinnen auf. Wie beim folgenden Film war die Suche nach der Vergangenheit selbst Thema des Films. Wichtige Beteiligte waren Anita Augspurg, Lida Gustava Heymann, Helene Stöcker, Gertrud Baer, Marie Juchacz, Gertrud Bäumer, Clara Zetkin, Käthe Kollwitz. |
| 9   | Hilft uns denn niemand? (1924–1933)                        | Ula Stöckl, Ulle Schröder                  | NDR            | 05.06.1987       | Der Film behandelte die Kehrseite der sogenannten „Goldenen Zwanziger Jahre“. Mehr als 800.000 Frauen ließen jährlich illegal abtreiben, wobei tausende starben. Auf Abtreibung stand Zuchthaus. Eine Massenkampagne gegen den § 218 entstand. Wie beim vorherigen Film war die Suche nach der Vergangenheit selbst Thema des Films. Protagonistinnen waren Helene Stöcker, Lida Gustava Heymann, Anita Augspurg, Gertrud Baer, Marie Juchacz, Clara Zetkin, Auguste Kirchhoff, Luise Zietz, Gertrud Bäumer. |
| 10  | Ende vom Anfang (1933–1948)                                | Ingrid Oppermann                           | NDR            | 12.06.1987       | Die Frau im Nationalsozialismus sollte ihre Bestimmung in der Ehe und als Mutter finden und sich auf „wesensgemäße“ Tätigkeiten beschränken. Der Film verwendete Material aus Wochenschau- und Kulturfilmen, die dieses Frauenbild vermitteln sollten – gerade auch während des Zweiten Weltkriegs, damit die „Heimatfront“ nicht ins Wanken kam. |
| 11  | Zeit der Verdrängung, Zeit des Wiederaufbaus (1949–1959)   | Margit Eschenbach                          | NDR            | 19.06.1987       | Die „Mütter des Grundgesetzes“ setzten mit Art. 3 des Grundgesetzes die Gleichberechtigung von Mann und Frau als Verfassungsziel durch. In der Nachkriegszeit war die Frauenbewegung zunächst kaum sichtbar. Der Film zeigte Ausschnitte aus der damals beliebten Wochenschau, die neben Königinnen und Filmstars auch noch die strahlende Hausfrau zeigte, die sich über ihre neue Küche freute. Vier Frauen, die sich in dieser konservativen Periode engagierten, erzählten von ihren Aktivitäten für die Friedensbewegung und gegen die atomare Aufrüstung. |
| 12  | Außer Männern haben wir nichts zu verlier'n (seit 1968)    | Sabine Zurmühl                             | WDR            | 26.06.1987       | Der Film fokussierte auf die neue Frauenbewegung. |

## Ausstrahlung
Die Erstausstrahlung der Reihe erfolgte nahezu zeitgleich in den Dritten Programmen der Nordschiene (NDR, SFB, RB), des WDR und des HR: im WDR jeweils freitags um 21:00 (ab 10. April 1987), im NDR, SFB und RB jeweils samstags um 20:15 (ab 11. April 1987) und im HR jeweils sonntags um 21:05 (ab 12. April 1987). Sie wurde als „Geschichtsstunde aus Sicht der Frauen“ angekündigt. Zum Abschluss wurde eine eineinhalbstündige Abschlussdiskussion ausgestrahlt.
Die Redakteurinnen hatten die Hoffnung, dass die Reihe von anderen Fernsehanstalten übernommen würde. Auch in den Publikumszeitschriften und Presseberichten wurde trotz der Kritik im Detail immer wieder gefordert, die Reihe zu wiederholen und vor allem auch im Ersten Programm zu zeigen. Doch nur im Sendebereich Nord 3 (NDR, RB, SFB) wurde die Serie im Frühjahr 1988 wiederholt.
Bei einer Werkschau von Ula Stöckls Filmen wurde die neunte Sendung der Reihe im Februar 2018 in Berlin wieder gezeigt.

## Rezeption und Kritik
Mehr als 70 Presseartikel zur Serie erschienen während der ersten Ausstrahlung. Die Berichterstattung war überwiegend positiv, doch wurde auch Kritik geäußert. Das Fehlen einer „Einordnung, Bewertung und kritischen Rückschau“ der Geschichte der Frauenbewegung wurde bemängelt. Erst die Abschlussdiskussion nach der eigentlichen Reihe hätte hierfür gesorgt. Die Serie sei „in der Fülle des Materials ertrunken“: „Worte, Worte, Worte entströmten dem Fernsehapparat, unbeholfen zumeist, trocken und so überfrachtet mit Daten, Fakten, Namen, daß nach kurzer Zeit der Kopf nur so wirbelte.“ Angesichts der Materialfülle hätten einige der Autorinnen und Regisseurinnen „jeden dramaturgischen Elan“ verloren und „Collagen aus kleinstteiligen Einzelinformationen“ zusammengestellt. Gleichzeitig wurde die Beschränkung auf die Geschichte der Frauenbewegung kritisiert, wodurch emanzipatorische Vorbilder wie Rahel von Varnhagen, Bettina von Arnim, Ricarda Huch und Rosa Luxemburg ausgeblendet geblieben wären. Auch das Konzept der „Rote-Faden-Figur“ fand keinen Anklang, sie sei eine „Frau von heute“ ohne eigenes Profil, die keine Fragen stellt. Kritisiert wurde auch, dass die Frauenbewegungsgeschichte allein als Thema von Frauen für Frauen behandelt wurde und nicht für eine geschlechterübergreifende Kommunikation zu den historischen Grundlagen der aktuellen Geschlechterrollen genutzt wurde.
Die Auftaktsendung wurde allgemein wegen ihres „papierenen Purismus“ kritisiert. Es wäre eine „Vorleseübung“ gewesen, als hätte Aleman „keinen der kostbaren Texte wieder zurück in die Vergessenheit legen mögen“. Positiv erwähnt wurden dagegen die von Christina von Braun gemachten Filme. Ihr sei es gelungen, das „unglückliche konzeptionelle Korsett“ zu „durchlöchern“ und zu „sprengen“, sie hätte es geschafft, aus den Originalzitaten „geistreiche komödiantische Dialoge [...] zu montieren“. Auch der Beitrag zur Stimmrechtsbewegung fand Anklang, er sei „souverän themenbezogen und zugleich mediengerecht in Szene gesetzt“ worden. Darüber hinaus wurden Eschenbachs Sendung zur Sittlichkeitsbewegung und Stöckls Film zu den ersten Jahren der Weimarer Republik gelobt.
Die Einschaltquoten lagen bei der ersten Ausstrahlung in den Sendegebieten von NDR, HR und WDR zwischen 1 % und 8 %. In absoluten Zahlen wurde die Serie in 30.000 bis 380.000 Haushalten geschaut. Mehr als 200 Zuschriften zur Serie gingen in den Redaktionen der beteiligten Sender ein. Dazu kamen zahlreiche Nachfragen nach Informationsmaterial sowie persönliche Briefe an einzelne Filmemacherinnen, meist von Frauen und mit wenigen Ausnahmen positiv.
Karen Hagemann führte die Diskrepanz zwischen Publikums- und Pressereaktion darauf zurück, dass die Zuschauer begeistert waren, etwas über die ihnen fremde und unbekannte Geschichte der Frauenbewegung erfahren zu haben und sie inhaltliche und formale Einwände nicht so wichtig nahmen. Dagegen äußerten sich jene Frauen kritisch, die sich bereits intensiver mit der Thematik beschäftigt hatten oder in der neuen Frauenbewegung engagiert waren.

## Begleitprojekt
Aufgrund der medienpolitischen und geschichtswissenschaftlichen Bedeutung der Fernsehserie führte das Institut für Geschichtswissenschaft der TU Berlin dazu ein interdisziplinäres Projekt durch, dessen Fokus eine zwölf Abende umfassende Veranstaltungsreihe war. Gemeinsam mit den Filmemacherinnen wurden dabei die Funktion, Möglichkeiten und Schwierigkeiten historischer Frauenprojekte im Fernsehen erörtert. Dabei wurde vor allem das historische Gesamtkonzept der Reihe diskutiert. Der weitgehend chronologische Aufbau und die zeitliche Gewichtung waren umstritten, weil dadurch eine thematische Schwerpunktsetzung verhindert wurde und zu wenig Bezug zur aktuellen Situation hergestellt werden konnte. Zudem wäre die Entwicklung seit 1945 zu kurz gekommen. Die proletarische Frauenbewegung wäre vernachlässigt worden. Die „Rote-Faden“-Szenen wären nicht überzeugend realisiert worden. Doch in Summe könnte sich – trotz knapper Mittel und Zeitdruck – das Resultat sehen lassen, denn ein breiteres Publikum wurde erstmals über die Geschichte der deutschen Frauenbewegung informiert.

## Buchveröffentlichung
Das zeitnahe Erscheinen eines Begleitbuchs zur Reihe wurde bei der Erstausstrahlung für den Herbst 1987 angekündigt. Doch Ute Gerhard, unter Mitarbeit von Ulla Wischermann, konnte das Buch (unter dem gleichen Titel wie die Fernsehreihe) erst 1992 veröffentlichen. In der Vorbemerkung verwies Gerhard darauf, von Schönefeldt zu dem Buch angestoßen worden zu sein, doch ein „schnelles“ Buch sei nicht möglich gewesen, da es sich nur um einen „ersten Schritt“, eine erste Aufbereitung der verschütteten und von der Geschichtswissenschaft bis dahin nicht beachteten Geschichte handelte.